# Hahnmühle (Coburg)
Die ehemalige  Hahnmühle  steht in der oberfränkischen Stadt Coburg. Sie gehört zu den ältesten Mühlen der Stadt und wurde wohl Anfang des 14. Jahrhunderts vor den Toren der Stadt errichtet. Das Areal des ehemaligen Mühlenkomplexes bestand aus den Häusern Nr. 68, 70 und 72 im Steinweg. Das Haus Nr. 68 wird als schönstes Fachwerkhaus Coburgs bezeichnet.

## Geschichte

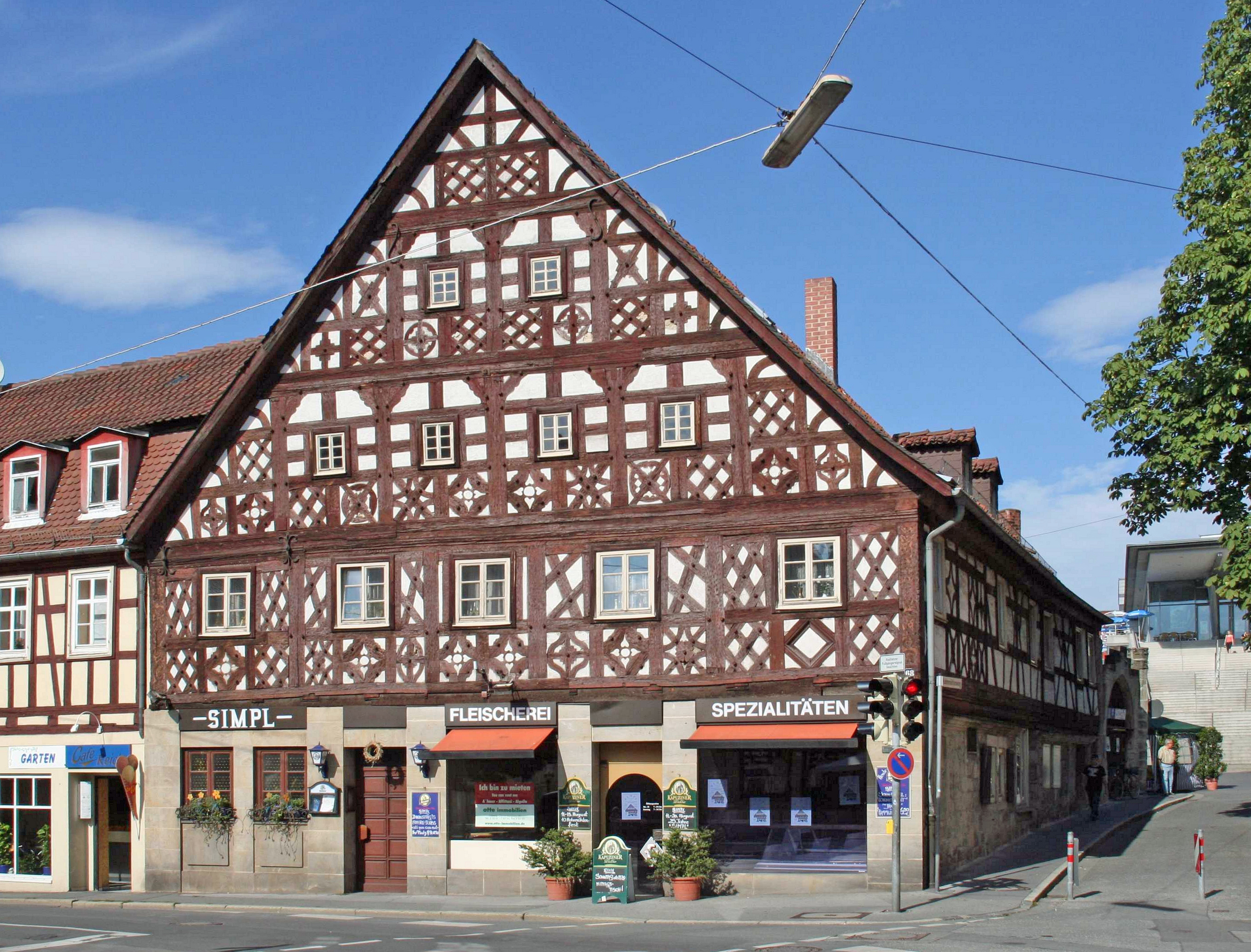
Steinweg 68 (2006)

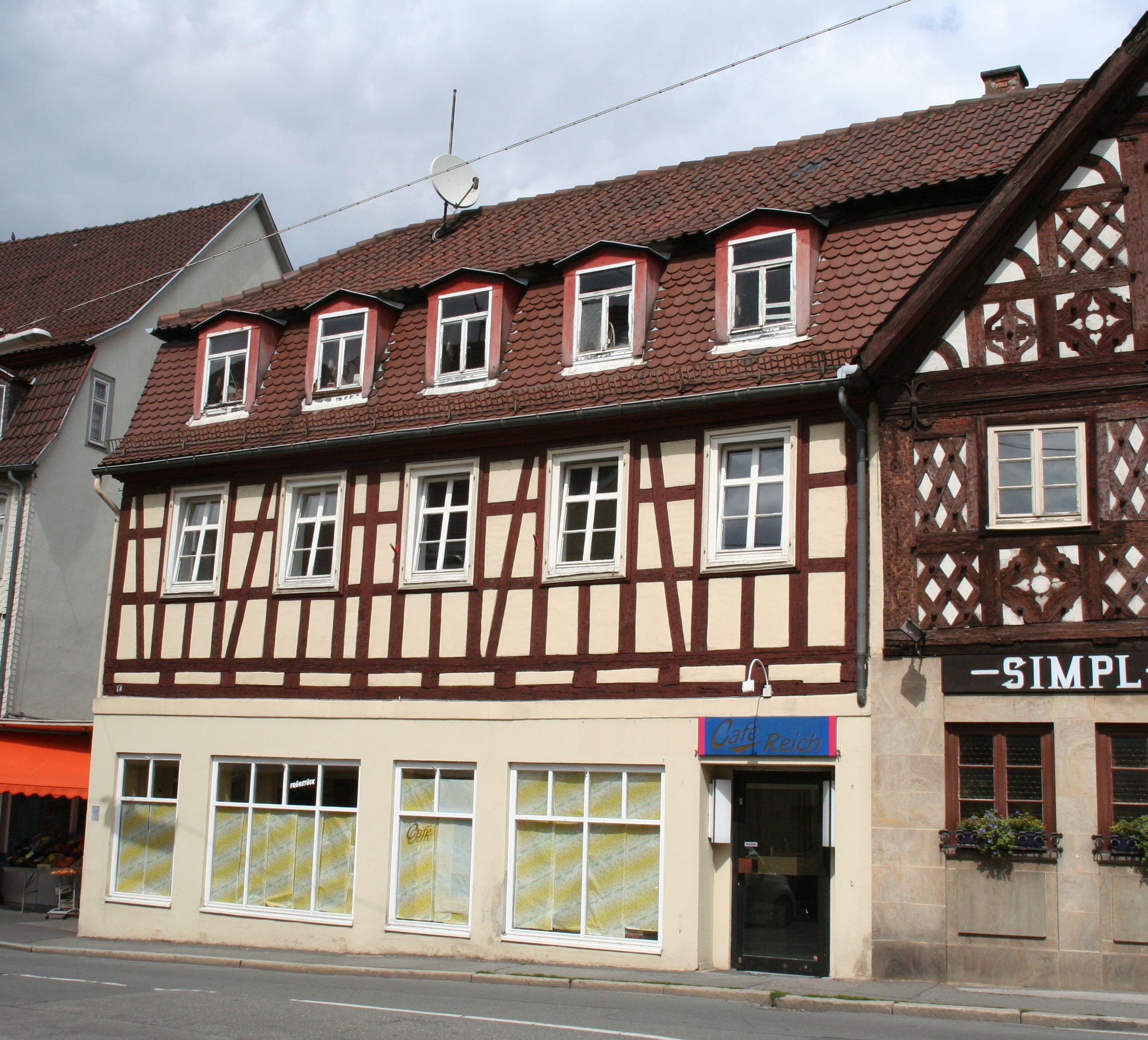
Steinweg 70

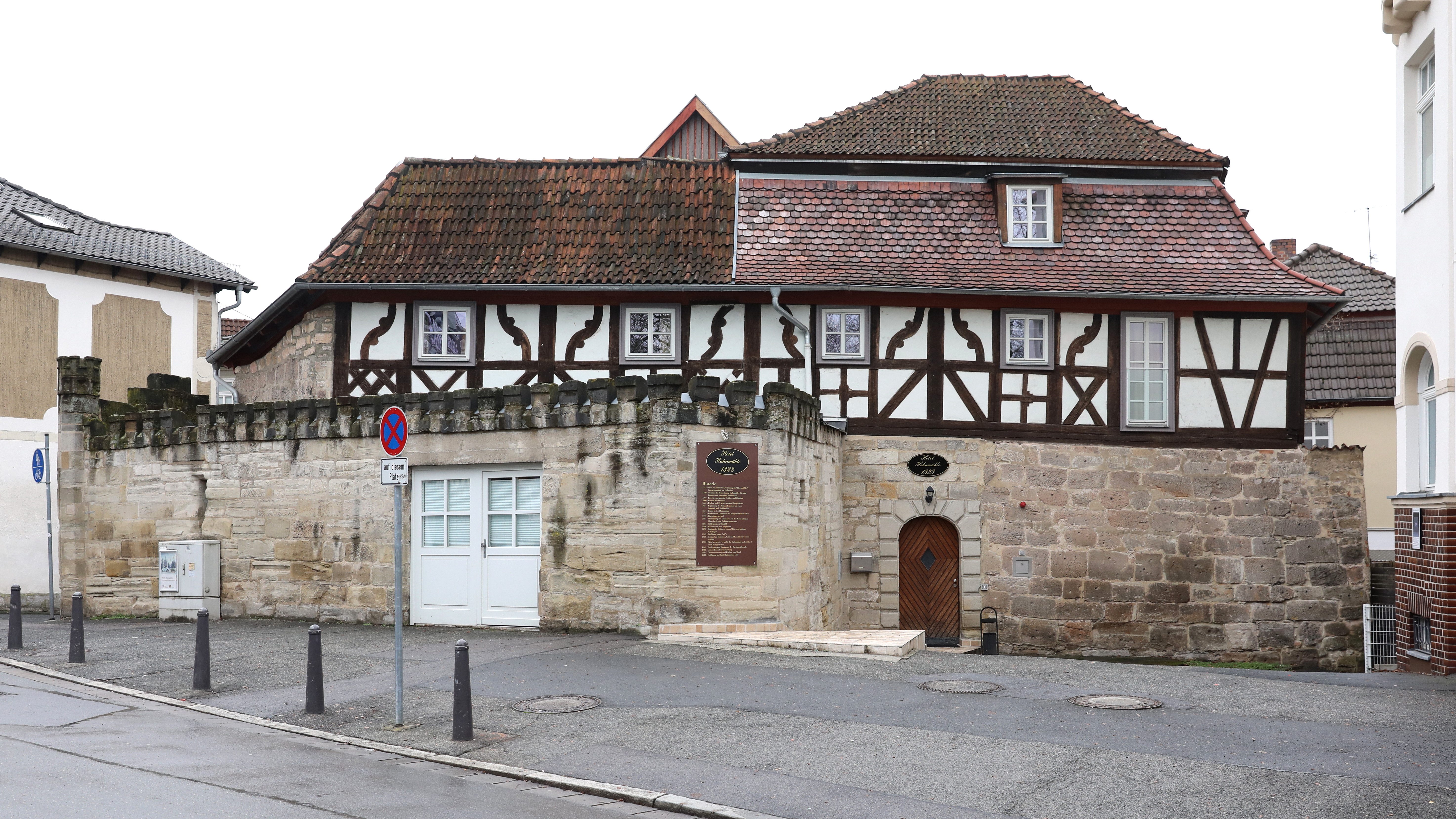
Hahnmühle, Rückseite mit Resten der Stadtmauer

1323 wurde die für die Stadt wichtige Getreidemühle am Hahnfluss, einem Mühlenbach der Itz, erstmals urkundlich als „Haynmühle“ erwähnt. 1480 wurde der Inhaber des Amtslehns Hahnmühle erstmals als Hahnmüller bezeichnet. Die Mühle war im Mittelalter im Besitz der Benediktinerabtei Saalfeld. Nach der Reformation ging die Mühle in das kurfürstlich-sächsische Lehensrecht über. Die Mühle bestand aus mehreren Bauten, ein Wehr staute den Hahnfluss etwa einen Meter auf. 1597 erweiterte sie der Hahnmüller Carl Reuß mit einer Schlag- und Ölmühle. Dabei wurde mit einem Vorgängerbau von Haus Nr. 70 der Hahnfluss überbaut. 1622 erwarb Peter Mullner die Hahnmühle und ließ das Haupthaus umfassend umbauen und erweitern. 1627 ergänzte er den Mühlenkomplex mit einer Schneidmühle (Sägewerk). Für 1657 ist ein Brand der Mühle überliefert. Im 17. und 18. Jahrhundert wurden die anderen Teile der Mühle errichtet. Ab 1777 war die Familie Geyer Eigentümerin, die 1863/1864 den nördlichen Teil der Hahnmühle umbauen ließ. Im Jahr 1864 wurde die angegliederte Ölmühle stillgelegt. Den Innenhof auf der Nordseite zur Allee trennte 1873 Jacob Lindner mit einer Dekorationsmauer ab. 1890 endete der Mühlenbetrieb unter dem Hahnmüller Johann Burkhard Geyer, da die Stadt die Einrichtung einer zusätzlichen Marmormühle nicht genehmigte.
1875 wurde das Erdgeschoss des Haupthauses als Bäckerladen umgestaltet, in den nächsten Jahrzehnten folgten je nach Nutzungsart weitere Umbaumaßnahmen. Ende 1919 erwarb Herbert Böhm das Gebäude und betrieb darin ein Café mit angeschlossener Konditorei. 1934 kaufte der Metzgermeister Gottlob Rose das Haus und eröffnete eine Metzgerei. 1949 ließ er die Fachwerkfassade freilegen und sanieren. Eine weitere Fassadenrenovierung wurde 1981 durchgeführt. Anfang des 21. Jahrhunderts erwarb ein amerikanischer Investor das Haus. Nach einer Instandsetzung wurde ein Hotel mit 19 Zimmern eingerichtet und im November 2013 als „Hotel Hahnmühle 1323“ eröffnet.
Das Grundstück von Haus Nr. 70 wurde 1903 abgetrennt. Das heutige Mansardhalbwalmdach entstand Ende des 18. oder Anfang des 19. Jahrhunderts, 1864 folgte eine Erweiterung des Gebäudes für die Müllerwitwe Caroline Geyer. 1885 wurde das Dach ausgebaut, 1903 ein Laden im Erdgeschoss eingerichtet, 1928 folgte ein zweiter Laden, ehe 1975 die beiden zusammengelegt wurden.

## Architektur
Der zweigeschossige Satteldachbau besitzt im Erdgeschoss massive gemauerte Sandsteinwände, die die Fachwerkwände des Obergeschosses tragen. Die hölzerne Dachkonstruktion hat zwei Zwischendecken und weist als vorderen Abschluss einen außergewöhnlich aufwändig gestalteten Zierfachwerkgiebel auf, mit fünf Fenstern unten, sowie vier und darüber zwei Fenstern in der Spitze. Das Fachwerk der übrigen Fassaden ist einfacher gestaltet. Die Rückseite mit den Nebengebäuden besteht aus dem Ostflügel mit einem abgewalmten Satteldach und dem Nordflügel mit der davor stehenden neugotischen Dekorationsmauer mit Zinnenkranz.